# Gendarmerie nationale tchadienne
La Gendarmerie nationale tchadienne est la branche de l'Armée nationale tchadienne chargée des missions de police judiciaire, de police administrative et de police militaire. Créée par un décret du 17 août 1961 à la suite de l'indépendance du Tchad, elle est directement inspirée de la Gendarmerie nationale française. En 2014, elle comptait 8 500 militaires.

## Histoire
Jusqu'en 1960, le détachement de gendarmerie de l’Afrique-Équatoriale française (A.-É.F.), membre de la Gendarmerie nationale française, assure les missions de gendarmerie au Tchad, alors colonie française. Le détachement est successivement transformé en section en 1949, en compagnie en 1955, puis en groupement. 
Devenu république autonome le 28 novembre 1958, le Tchad accède à l’indépendance le 11 août 1960. La Gendarmerie nationale tchadienne est alors officiellement créée par un décret du 17 août 1961, et son service est réglementé par un décret du 20 juin 1962,. En 1982, la Gendarmerie est brièvement transformée en police militaire, avant de retrouver définitivement son statut antérieur en 1990. Son organisation générale est alors fixée par un décret du 14 avril 1992,. En 1993, un décret découpe le territoire tchadien en huit circonscriptions de gendarmerie et, en 1994, le commandement de la Gendarmerie nationale devient la Direction générale de la Gendarmerie nationale. La Constitution de 1996 consacre alors un chapitre à la Gendarmerie nationale. 
En 2013, après la dissolution du Détachement intégré de sécurité (en) (DIS) des Nations unies, il revient à la Gendarmerie la responsabilité d’assurer la sécurité des réfugiés soudanais, des déplacés tchadiens et du personnel humanitaire. Depuis l’indépendance du pays, la Gendarmerie nationale tchadienne a participé à plusieurs guerres civiles et conflits intercommunautaires. 

## Missions
La Gendarmerie nationale exerce les missions de police judiciaire, de police administrative et de police militaire.
Auxiliaire majeure de l’exercice de la police judiciaire dans la capitale comme en province, la Gendarmerie exerce cette mission à travers l’action de ses brigades territoriales et de ses unités de recherche réparties sur l’ensemble du territoire. Une section nationale de recherche judiciaire à compétence nationale complète le dispositif. Elle dispose également d’une cellule de police technique, en relation avec le service central de police technique.
Afin de remplir sa mission de police administrative, la Gendarmerie dispose de groupements de gendarmerie destinés au maintien de l’ordre en province et de groupements spécialisés à N’Djaména. Chargée de la protection des infrastructures pétrolières, elle dispose également de trois groupements spécialisés répartis sur les sites d’exploitation pétrolifère. Chargée de la surveillance générale sur l’ensemble du territoire, elle dispose d’un peloton de surveillance et d’intervention et d’une brigade routière équipée de motocyclettes. En 2015, elle s’engage dans l’acquisition d’embarcations fluviales destinées à assurer la surveillance des frontières fluviales et lacustres. Elle a par ailleurs créé un peloton d’intervention antiterroriste.
Employée aux côtés des forces armées dans des missions de prévôté, la Gendarmerie nationale participe également, au besoin, à des opérations militaires en unités constituées.

## Organisation

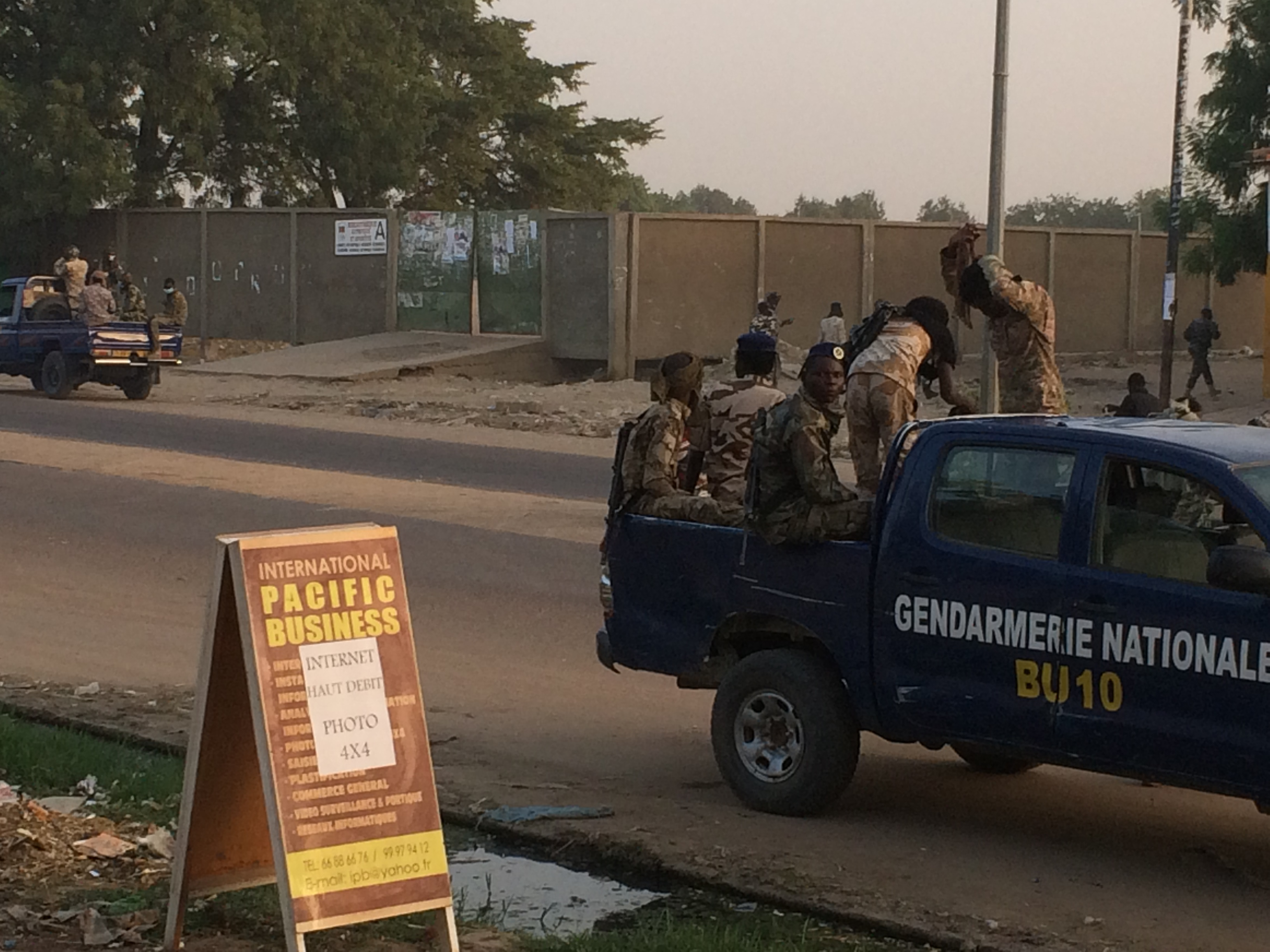
Gendarmes tchadiens devant le stade municipal du 7e arrondissement de N'Djaména, en 2016.

La Gendarmerie nationale est placée sous l’autorité directe du président de la République, par l’intermédiaire du ministre chargé de la Défense nationale et des anciens combattants.

### Organisation centrale
Au niveau national, la Direction générale de la Gendarmerie nationale assure le commandement des gendarmes tchadiens. Le directeur général de la Gendarmerie nationale, dont le siège se situe à N’Djaména, est assisté par :
- Un directeur du personnel de la Gendarmerie nationale ;
- Un directeur adjoint de l’emploi de la Gendarmerie nationale ;
- Un directeur adjoint des services techniques de la Gendarmerie nationale ;
- Un conseiller des unités mobiles de la Gendarmerie nationale.

Les directeurs successifs de la Gendarmerie nationale sont :
- 1992 : général Bachar Moussa
- 1995 : général Kelly Abdallah
- 1997 : général Seby Aguid
- 1999 : général Kelly Abdallah
- 2001 : général Youssouf Ahmat Tiéra
- 2003 : colonel Chérif Djimet (adjoint)
- 2005 : général Abakar Abdelkarim
- 2007 : général Soumaine Hassan
- 2007 : général Touka Ramadan
- 2008 : général Abakar Abdelkrim

### Organisation territoriale
La Gendarmerie nationale dispose, sur l'ensemble du territoire tchadien, de :
- 12 légions de gendarmerie ;
- 69 compagnies de gendarmerie ;
- 313 brigades territoriales de gendarmerie.

### Formations spécialisées
Afin de remplir l'intégralité de ses missions, la Gendarmerie nationale est composée de nombreuses formations spécialisées :
- 25 groupements de gendarmerie mobile, comprenant 75 escadrons (maintien de l'ordre) ;
- 69 brigades de recherches ;
- Le Groupement des unités spécialisées (GUS) ;
- Le Groupement de sécurité et de protection des installations pétrolières (GSPIP) ;
- Le Groupement de sécurité de la Gendarmerie nationale (GSGN) ;
- Le Groupement d’intervention de la Gendarmerie nationale (GIGN) ;
- Le Peloton d’intervention antiterroriste (PIAT) ;
- La brigade fluviale de la Gendarmerie, créée en 2015.

## Effectifs
Au 1er décembre 2014, la Gendarmerie nationale compte 8 500 militaires, hommes et femmes, la féminisation du recrutement datant de 2010. 

### Recrutement
Le recrutement des officiers de la Gendarmerie nationale se fait par voie directe au sein des promotions d’officiers sortant du groupement des écoles militaires interarmées. Un recrutement semi-direct existe également, au choix, parmi les sous-officiers de Gendarmerie. Les sous-officiers sont recrutés par concours et formés au sein des centres d’instruction du Groupement des écoles de la Gendarmerie.

### Organismes de formation
Le Groupement des écoles de la Gendarmerie nationale comprend :
- L’École nationale d’application des officiers de la Gendarmerie nationale, située à N'Djaména ;
- L’École de sous-officiers ;
- 3 centres d’instruction initiale ;
- 3 écoles de perfectionnement et de spécialisation.

## Grades
La Gendarmerie nationale tchadienne étant une force armée, ses grades correspondent à ceux de l'Armée nationale tchadienne dont elle est une des composantes.

## Équipement
Les principaux équipements de la Gendarmerie nationale sont :
- Armement : 
  - Fusil d'assaut AK-47 ;
  - Lance-grenades Cougar ;
  - Mitrailleuse RPG - RPG7.
- Véhicules : pick-up Toyota Hilux.